# Гигантская белозубка
Гига́нтская белозу́бка, или бу́рая му́скусная землеро́йка, или домова́я многозу́бка (лат. Suncus murinus) — млекопитающее семейства землеройковых (лат. Soricidae), рода многозубок. Широко распространённый и многочисленный вид, обитающий в тропической Азии и попавший вместе с человеком в ряд районов Африки, Ближнего и Среднего Востока. Этот зверёк получил широкую известность благодаря тому, что был выведен Р. Киплингом под именем Чучу́ндра как один из персонажей рассказа «Рикки-Тикки-Тави».
Гигантская белозубка, несмотря на широкое распространение, многочисленность и соседство с человеком, изучена пока плохо. Известно, что она очень изменчива морфологически. На протяжении своего ареала она образует множество форм, ряд из которых вполне может считаться подвидами, особенно с учётом различий в количестве хромосом. Вопрос о подвидах требует дальнейшего уточнения.

## Внешний вид
Общий облик гигантской белозубки типично «землероечий», но тело сильно удлинено и вытянуто. Это крупная землеройка — длина её тела 12—15 см, хвоста — 6,5—8 см, черепа — 30,5—34 мм. Самка существенно меньше самца по размерам — если минимальный и максимальный вес для самца зарегистрирован 33,2 и 147,3 г, то для самок, соответственно, 23,5 и 82 г.
Тело белозубки покрыто коротким бархатистым мехом, сверху тёмно-серым, на нижней стороне белёсым (цвет меха может сильно варьировать от светло-серого до почти чёрного). Голова и рыльце зверька сильно вытянуты, рыльце покрыто вибриссами. Глаза, как у всех землероек, крохотные. Как и другие землеройковые, этот зверёк обладает сильным, неприятным для человека, мускусным запахом, издаваемым секретом мускусных желез, особенно развитых у самцов. Этот сильный запах наполняет жильё белозубки и даже остаётся иногда там, где пробежала белозубка. Голос зверька — резкий скрежещущий писк.

## Ареал и места обитания
Ареал гигантской белозубки очень обширен. Он охватывает субтропический и тропический пояса Старого Света от Западной Африки до Юго-Восточной Азии включительно — это вся Южная и Юго-Восточная Азия, юг Китая, Малайский архипелаг до Линии Уоллеса. В ряд мест земного шара белозубка была завезена — на Филиппины, Мадагаскар, в ряд районов Восточной Африки и Аравийского полуострова. Этот зверек встречается и в Японии, и если белозубка всегда водилась на японских архипелагах Амамиосима, Сакисима и Окинава, то в районе Нагасаки популяция развилась, видимо, из белозубок, завезённых в XV веке. Есть сведения о находках гигантской белозубки в Иране. Отмечается, что ареал гигантской белозубки вообще в значительной степени сформировался под воздействием человека.
Гигантская белозубка практически повсеместно живёт вблизи человека, часто — непосредственно в постройках. Во многих местах ареала, например Южной Азии, это один из главных синантропных видов животных. Её основное английское название — азиатская домовая землеройка (англ. Asian House Shrew) — вполне соответствует биотопу этого зверька.
Эта белозубка встречается также и в дикой природе, причём как в антропогенном, так и в диком ландшафте занимает самые разнообразные биотопы. Её можно встретить практически везде — в лесных массивах, у полей, в деревнях, на пастбищах и выгонах, плантациях. Некоторые источники указывают, что для гигантской белозубки более свойственно обитание в лесных районах. Везде она многочисленна, а местами встречается в очень большом числе. При такой экологической гибкости зверёк находится совершенно вне всякой угрозы. Охранный статус популяции, согласно Международной Красной книге, — вызывающий наименьшие опасения (англ. LC, Least Concern); это самая низкая категория из возможных.

## Образ жизни и поведение

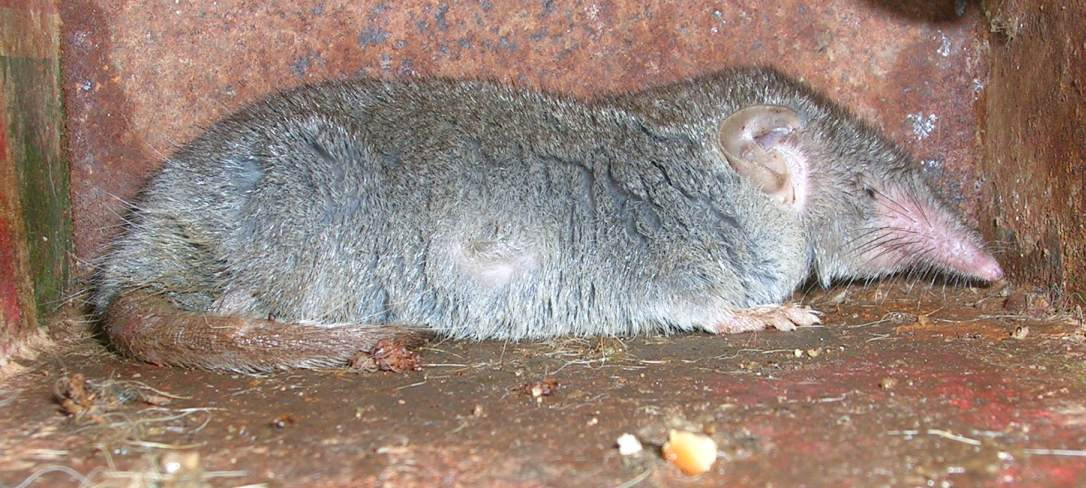
Гигантская белозубка (Индия, Бангалор)

Образ жизни гигантской белозубки до сих пор изучен очень слабо. Она ведёт очень скрытный и, по-видимому, одиночный образ жизни, при этом зверёк мало разборчив в выборе места для жилья. Белозубка выбирает какое-нибудь отверстие или углубление и строит там гнездо из любого доступного материала.
Естественных врагов у неё немного, поскольку хищники избегают белозубку из-за сильного неприятного запаха, но известно, что гигантских белозубок поедают некоторые древесные змеи. Продолжительность жизни гигантской белозубки весьма невелика, 1,5 — 2,5 года.

### Питание
Как и все землеройки, гигантская белозубка поедает животный корм, в основном насекомых, червей и личинок, а также всех мелких зверьков, с которыми в состоянии справиться. Это очень прожорливый хищник, которому в сутки требуется количество корма, значительно превышающее собственный вес. Зверёк активен преимущественно в тёмное время суток. После наступления темноты гигантские белозубки проникают в дома, где ищут насекомых.

### Размножение
Остается неизученным, существует у гигантских белозубок поли- или моногамия, хотя есть разные предположения на этот счёт. Тот факт, что самец и самка оба в равной степени участвуют в постройке гнезда, говорит в пользу моногамии, но большое различие в размерах самца и самки характерно для полигамных животных. В любом случае, за время одного периода течки самка успевает спариться с несколькими самцами. Описан случай, как одна самка в течение 2 часов спарилась с 8 самцами 278 раз. Спаривание может происходить в течение всего года, но пик приходится на весну и осень. Интенсивность размножения в большой степени зависит от достаточного количества корма.

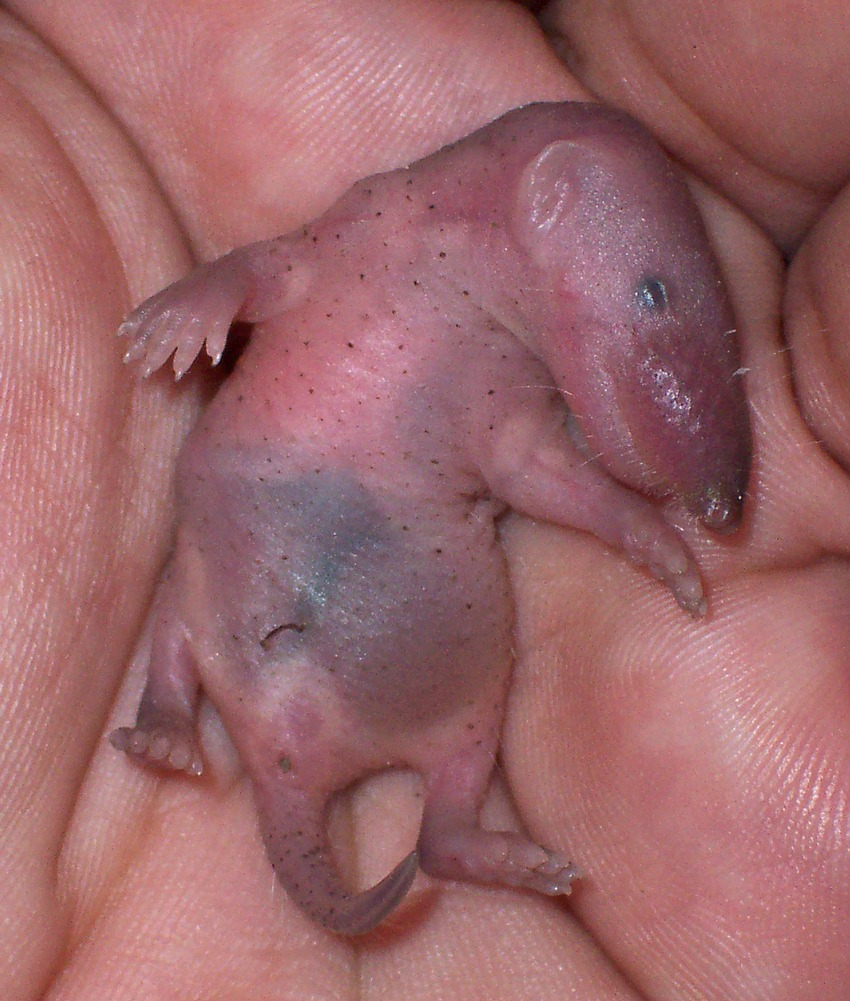
Детёныш гигантской белозубки

Рождение детёнышей происходит в грубо сделанном гнезде из сухой травы, опавших листьев и другого подобного материала. Самка приносит 2—3 детёнышей, голых, слепых и абсолютно беспомощных. Молодняк остаётся в логове 15—20 дней, хотя при определённых условиях этот срок может сократиться и до 12 дней. Как и у других землероек, выводок следует за самкой гуськом, держась зубами за основание хвоста идущего впереди, первый держится за хвост матери. Выводок покидает гнездо по достижении детенышами примерно 75 % от размера взрослых особей. В возрасте 35 дней самки уже способны к размножению.

## Генетика
Интересной особенностью гигантской белозубки является различие в хромосомном составе различных подвидов. Популяции, обитающие на юге Индостана и на о. Шри-Ланка имеют 15 пар хромосом, все остальные популяции — 20 пар. Эти различия связаны с тем, что у 30-хромосомной разновидности 5 пар хромосом слились с пятью другими парами (8-я с 16-й, 9-я с 13-й и т. д.). При этом обе разновидности нормально скрещиваются и дают плодовитое потомство, хотя некоторые особи оказываются стерильными.

## Гигантская белозубка и человек
Исследователи, изучавшие в Индии проблему распространения чумы, отмечали позитивный вклад гигантской белозубки в предотвращение распространения этой болезни — белозубки не допускают в места своего обитания крыс, являющихся одним из основных переносчиков чумных бактерий. Велика также её роль в истреблении вредных насекомых (например, тараканов). Несмотря на явную пользу, которую гигантские белозубки приносят, обитая в человеческом жилье, местное население часто убивает их из-за сходства этих зверьков с крысами, а также из-за исходящего от них неприятного мускусного запаха. Белозубок также целенаправленно истребляют с помощью ловушек и ядов. Иногда для этого используют собак.
Гигантская белозубка получила известность благодаря тому, что стала одним из персонажей популярного произведения Р. Киплинга «Рикки-Тикки-Тави». В этом рассказе белозубка фигурирует под именем Чучундра, что является местным североиндийским названием гигантской белозубки (хинди छछुंदर, урду چچندر‎; варианты произношения — чучу́ндер, чучу́ндар). В русском переводе она названа мускусной крысой, что по-русски является синонимом ондатры, которая в Индии не встречается. Это связано с тем, что Киплинг так по ошибке назвал Чучундру (англ. musk rat). Чучундра выведена робким и трусливым существом:
Чучундра уселась на корточки и начала плакать. Плакала она долго, слёзы текли у неё по усам.

— Я такая несчастная! — рыдала она. — У меня никогда не хватало духу выбежать на середину комнаты.
Под названием «чучундари» гигантская белозубка упоминается в трактате «Артхашастра», где приводятся рецепты зелий, одним из компонентов которых является кровь гигантской белозубки. Интересно, что переводчики Артхашастры (как западные, так и отечественные) также ошибочно перевели название «чучундари» как «мускусная крыса».